# Bút rollerball
Bút rollerball (tiếng Anh: Roller ball pen hoặc rollerball pen) là một loại bút dùng cơ chế viết bằng đầu bút có viên bi và mực lỏng dạng nước, khác với các loại bút dùng cơ chế viết bằng mực dầu.